# Bureau 610
Le bureau 610 ou bureau 6-10 (chinois : 610 办公室) doit son nom à son jour de création, le 10 juin 1999. Il a été créé par Jiang Zemin pour combattre, en Chine et à l'étranger, le Falun Gong. Du fait qu’il s’agit d’un bureau du Parti communiste dirigé sans mandat juridique officiel, on le qualifie parfois d’organisation extrajudiciaire,. Le bureau 610 est le bras qui accomplit ce qu’ordonne le groupe central de direction chargé du Falun Gong, également connu comme le groupe central de direction chargé des religions hérétiques.
Le bureau 610 central est dirigé par un membre de haut rang du Comité permanent du bureau politique du Parti communiste chinois, et contrôle fréquemment d'autres organes de l'État et du Parti dans sa campagne anti-Falun Gong,. Il est étroitement associé au puissant Comité des Affaires politiques et législatives (CAPL) du PCC. Des bureaux 610 locaux ont également été établis à tous les niveaux, provinces, districts, municipalités, quartiers, on estime qu’il y en a un millier environ dans tout le pays.
Les principales fonctions des bureaux 610 sont de coordonner la propagande anti-Falun Gong, de surveiller et de collecter des renseignements, et de punir et « rééduquer » les pratiquants de Falun Gong,,. Selon les sources, le bureau est impliqué dans des condamnations extrajudiciaires, la rééducation coercitive, la torture et parfois l’élimination des pratiquants de Falun Gong,.
Depuis 2003, la mission du bureau 610 a été élargie, elle inclut désormais d'autres groupes religieux ou groupe de Qigong jugés hérétiques ou nuisibles pour le PCC, tout particulièrement l'Église du Dieu Tout-Puissant, bien que le Falun Gong reste sa priorité numéro un.

## Contexte de sa création
Pour un article plus général, voir Falun Gong.

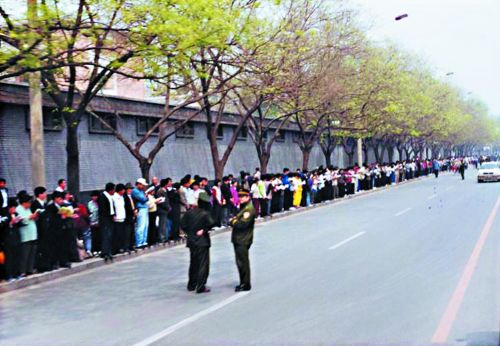
Les pratiquants de Falun Gong manifestent devant l’enceinte du gouvernement de Zhongnanhai en avril 1999 pour demander la reconnaissance officielle.

Le Falun Gong, aussi appelé Falun Dafa, est une forme de pratique spirituelle de Qi gong impliquant la méditation, des exercices énergétiques et une philosophie morale ancrée dans la tradition bouddhiste. La pratique a été introduite par Li Hongzhi en Chine du Nord au printemps 1992, vers la fin du «boom du Qi gong» en Chine,.
Pendant les premières années de son développement, le Falun Gong a bénéficié d'un soutien officiel considérable, il a été suivi par des millions de personnes. Vers le milieu des années 1990, cependant, les autorités chinoises ont tenté de maîtriser l'influence des pratiques de Qi gong, en adoptant des exigences plus strictes sur diverses confessions Qi gong du pays. En 1996, probablement face à la pression croissante pour formaliser ses liens avec le parti-État, le Falun Gong s’est retiré de l'association nationale de Qi gong. Après s’être délié de l'État, le groupe est devenu de plus en plus critiqué jusqu’à se voir surveillé par l’appareil de sécurité du pays et par le département de la propagande. Les livres de Falun Gong ont été interdits à la publication en juillet 1996, et les informations gérées par l'État ont commencé à critiquer le groupe en l’accusant de « superstition féodale », dont l'orientation « théiste » serait en contradiction avec l'idéologie officielle et le programme national.
Le 25 avril 1999, plus de 10 000 pratiquants de Falun Gong ont fait une démonstration paisible près de l’enceinte du gouvernement de Zhongnanhai demandant la reconnaissance officielle, mais aussi que cesse l’escalade du harcèlement à leur encontre. Le pape de la sécurité de l’époque et membre du bureau politique, Luo Gan, a été le premier à attirer l'attention sur ce rassemblement. Luo aurait appelé le Secrétaire général du PCC, Jiang Zemin, pour exiger une solution concrète face au problème du Falun Gong.
Un groupe de cinq représentants du Falun Gong a adressé ses demandes au Premier ministre d’alors, Zhu Rongji, et apparemment satisfait de sa réponse, le groupe s’est dispersé pacifiquement. Cependant, Jiang Zemin a déclaré avoir été profondément irrité par l'événement et s'est déclaré préoccupé par le fait qu'un certain nombre de fonctionnaires de haut rang, appartenant au Parti communiste, ainsi que des membres de l'establishment militaire aient adopté le Falun Gong. Le soir même, Jiang a diffusé une lettre dans les rangs communistes pour ordonner que le Falun Gong soit écrasé.

## Historique
Son responsable est Li Lanqing, secondé par Luo Guan et Ding Guangen et il dépendrait du ministère de la Sécurité publique de la république populaire de Chine. Le gouvernement chinois n'a jamais reconnu son existence.
La mission de Luo Guan était à l'époque décrite comme une étude, une enquête, et le développement d’une « approche unifiée... pour résoudre le problème du Falun Gong ». Le bureau a été créé sans aucune législation, et il n'existe rien de disponible pour décrire précisément ses fonctions. Néanmoins, il a été autorisé « à impliquer les organismes d’État locaux et centraux du Parti, appelés à agir d’une manière très coordonnée au bureau », selon le professeur de l’UCLA (University of California, Los Angeles) James Tong.
En juillet 2005, des Chinois ayant travaillé pour cet organisme ou en collaboration avec lui, dont Chen Yonglin, ancien diplomate en Australie et Hao Fengjun demandent l'asile politique en Australie et révèlent les activités du bureau 610, déjà dénoncées par certains organismes de défense des droits de l'Homme.
Selon Roger Faligot, pour protéger les Jeux olympiques de Pékin, entre 150 000 à 200 000 agents sont mobilisés dont des membres du bureau 610.

## Organisation
Après sa création en 1999, le bureau 610 a étendu la gamme de ses fonctions en particulier au fichage des journalistes .
Des membres du bureau 610 sont présents dans l'ensemble des ambassades chinoises à travers le monde.

## La structure
Le bureau 610 est géré par les dirigeants du Parti communiste de Chine tout en haut de l’échelle, et le groupe central de direction qui supervise le bureau 610 s’est toujours, depuis sa création, trouvé sous la tutelle d’un membre important du Comité permanent du bureau politique, à commencer par Li Lanqing (1999-2003) puis Luo Gan (2003-2007), ensuite Zhou Yongkang (2007- 2012).
Cette habitude de désigner une personne d’autorité au sein du Parti pour gérer le groupe central de direction et le bureau 610 a été conçue afin de s'assurer qu’on serait en mesure de devancer les autres fonctionnaires du ministère. Selon James Tong, le bureau 610 fonctionne sur « plusieurs strates administratives » au-dessus des organisations telles que l’Administration générale de la presse, de l'édition, de la radiodiffusion, du cinéma et de la télévision (SARFT), l’agence de presse Xinhua, la Télévision centrale de Chine (CCTV) et le bureau des publications et des nouvelles. Le bureau 610 a pour rôle de coordonner la couverture médiatique anti-Falun Gong dans la presse officielle, influençant alors d’autres parties et entités de l’État, notamment les agences de sécurité, à pendre part dans la campagne anti-Falun Gong,.
Cook et Lemish pensent que le bureau 610 a été créé en dehors du système traditionnel de sécurité d’État pour plusieurs raisons : d'abord, un certain nombre de fonctionnaires au sein des institutions militaires et celles de la sécurité pratiquaient le Falun Gong, ce qui a conduit Jiang et d'autres dirigeants importants du PCC à craindre que les organismes à leurs charges soient déjà compromis, deuxièmement, il fallait une organisation à la fois agile et puissante pour coordonner la campagne anti-Falun Gong, troisièmement, le fait de créer une organisation du Parti à un haut niveau fonctionnait comme le signal clair que la campagne anti-Falun Gong était une priorité et, enfin, les dirigeants du PCC ne voulaient pas la campagne anti-Falun Gong soit entravée par des restrictions juridiques ou bureaucratiques, créant donc l’extrajudiciaire bureau 610.
Peu de temps après la création du bureau 610 central, les bureaux 610 parallèles ont été établis à chaque niveau administratif où les populations de pratiquants de Falun Gong étaient présents, ce qui incluait les provinces, les districts, les municipalités, et parfois les quartiers. Dans certains cas, des bureaux 610 ont été ouverts dans des grandes entreprises et des universités. Chaque bureau 610 suit les ordres du bureau 610 au-dessus de lui administrativement, ou alors des autorités du Parti communiste au même niveau. À leur tour, les bureaux 610 locaux influencent les dirigeants d’autres organes de l'État et du Parti tels que les organisations médiatiques, les bureaux de sécurité publique locale, et les tribunaux,.
La structure du bureau 610 et le Comité des affaires politiques et législatives, (CAPL) se chevauchent. Les deux, Luo Gan et Zhou Yongkang, ont supervisé simultanément CAPL et bureau 610. Le fait qu’ils se croisent se reflète également au niveau local, où le bureau 610 s’aligne régulièrement au CAPL local, parfois même on partage les mêmes locaux.
Les bureaux 610 individuels au niveau local n’offrent que des variations mineures concernant la structure de l’organisation. La ville de Leiyang dans la province du Hunan fournit un exemple sur la façon dont sont organisés les bureaux locaux. Là, le bureau 610 était constitué en 2008 d'un « groupe composite » et d’un « groupe d'éducation ». Le groupe d'éducation était chargé du « travail de propagande » et la « transformation par la rééducation » des pratiquants de Falun Gong. Le groupe composite était chargé des tâches administratives et logistiques, la collecte de renseignements et la protection des informations confidentielles.
Selon James Tong la décision du Parti pour mener la campagne anti-Falun Gong au moyen du groupe central de direction et du bureau 610 reflète « un exemple des choix institutionnels du système », on utilise « des comités ad hoc plutôt que des organismes permanents, et le pouvoir investi revient à des membres au sommet plutôt qu’aux bureaucraties gouvernementales en fonction ».

## Le recrutement
On sait relativement peu de choses sur le processus de recrutement concernant les bureaux 610 locaux. Dans les rares cas où ces informations sont disponibles, les agents 610 semblent avoir été récupérés dans d’autres organismes du Parti ou de l'État (par exemple le personnel du CAPL ou des bureaux de la sécurité publique). Quelques bureaux 610 ont fourni des efforts par eux-mêmes pour faire participer du personnel diplômé.

### Une responsabilisation systématisée

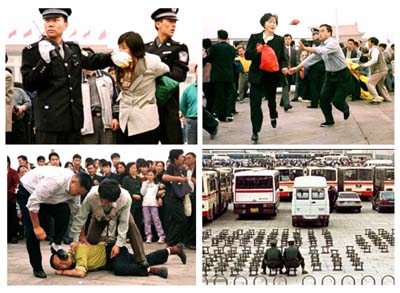
Les pratiquants de Falun Gong arrêtés sur la place Tiananmen après l'interdiction. Le bureau 610 a mis en œuvre des amendes punitives destinées aux autorités locales pour empêcher les manifestations du Falun Gong sur la place.

Afin d'assurer la conformité avec les directives du Parti contre le Falun Gong, les bureaux 610 ont mis en place un système de responsabilisation qui s'étendait jusqu’aux niveaux les plus bas de la population. Dans ce système, les mandataires locaux étaient tenus pour responsables de tous les résultats liés au Falun Gong sous leur juridiction, et un système d'amendes punitives fut mis en place dans les régions et pour les fonctionnaires qui ne réprimaient pas efficacement le Falun Gong,. « Cela a provoqué le fait que le gouvernement a toujours invoqué un patchwork ad hoc d'édits, d’ordres et de connexions personnelles, au lieu d’initier un système moderne pour diriger la Chine », écrit Johnson.
Le traitement des manifestants se rendant à Pékin dans les premières années de la répression forme un exemple de ce système de responsabilisation. Après que la persécution du Falun Gong ait commencé en 1999, des centaines de pratiquants de Falun Gong se sont rendus quotidiennement sur la place Tiananmen ou dans les bureaux des pétitions à Pékin pour revendiquer leurs droits. Afin d'endiguer le flot de manifestants dans la capitale, le bureau central 610 a tenu pour responsables les autorités locales concernant les citoyens de leurs régions qui se rendaient à Pékin. « Le gouvernement provincial pénalisait les maires et les chefs de comtés pour chaque pratiquant de Falun Gong de leur secteur qui se rendait à Pékin », écrit Johnson. Les maires et les chefs de comté pénalisaient à leur tour les chefs de leurs bureaux 610 locaux ou ceux des branches du CAPL, qui à leur tour sanctionnaient les chefs de village, et ceux-là punissaient la police. La police administrait des peines aux pratiquants de Falun Gong réclamant régulièrement leur argent pour récupérer les coûts. Johnson a écrit que « les amendes étaient illégales. Aucune loi ou règlement n'a jamais été délivré par écrit pour qu’elles soient répertoriées ». Les représentants du gouvernement ne s’y référaient jamais que par voie orale lors de réunions. «Il n'y a jamais rien eu par écrit car on ne voulait pas que cela soit rendu public», a déclaré un fonctionnaire à Johnson.

## Les différentes fonctions des bureaux 610

### La Surveillance et le renseignement
La surveillance des pratiquants de Falun Gong et la collecte de renseignements voilà les principales fonctions des bureaux 610. Au niveau local, cela pourra impliquer le contrôle du lieu de travail et de l’habitat afin d’identifier les pratiquants de Falun Gong, des visites quotidiennes dans les maisons des pratiquants de Falun Gong connus (ou « enregistrés »), ou la coordination et la supervision d’une filature 24 heures sur 24 pour les pratiquants,. Le bureau 610 ne gère pas nécessairement la surveillance directe; au contraire, il ordonnera aux autorités locales de le faire, et récoltera leurs signalements à intervalles réguliers. Les bureaux 610 de base relayent les renseignements recueillis aux bureaux supérieurs. Dans de nombreux cas, il s’agit de surveiller les pratiquants de Falun Gong qui ont déjà renié la pratique en prison ou dans les camps de travaux forcés, afin de prévenir un éventuel retour.
Les efforts du bureau 610 pour collecter des renseignements sont renforcés par le fait d’entretenir des informateurs civils payés. On a retrouvé des bureaux 610 à l'échelle locale offrant d’importantes récompenses en argent pour toute information menant à la capture de pratiquants de Falun Gong, et des permanences téléphoniques ont été créées pour les civils ayant à rendre compte d'activités liées au Falun Gong. Dans certains endroits, des « mesures de responsabilité » sont adoptées selon lesquelles les lieux de travail, écoles, comités de quartier et les familles sont tenus responsables de la surveillance et de rapportés sur les pratiquants de Falun Gong, chacun à son niveau.
Outre la surveillance domestique du bureau 610, celui-ci aurait également été impliqué dans le renseignement étranger. Hao Fengjun, l’ancien agent 610 de Tianjin devenu transfuge, a déclaré que son travail au bureau 610 impliquait la collecte et l'analyse de rapports sur les milieux de Falun Gong à l'étranger, notamment aux États-Unis, au Canada et en Australie.
En 2005, un agent chinois travaillant avec l'ambassade de Chine à Berlin a recruté un pratiquant de Falun Gong allemand, le Dr Dan Sun, afin qu’il agisse comme un informateur. Selon Der Spiegel, l’affaire prouve « l'importance de la lutte [contre le Falun Gong] pour le gouvernement [chinois] », et « souligne l'approche très offensive déployée parfois par les services de renseignements chinois ».

### La propagande
La propagande est aussi une des fonctions fondamentales du bureau 610, à la fois au niveau central et au niveau local,. Le groupe central de direction comprend des membres haut placés dans le département de la propagande du Parti, notamment le ministre de la Propagande et le chef adjoint du groupe central de direction chargé de la propagande et du travail sur l’idéologie. Ceci, joint à la position du bureau 610, en termes d’organisation, au-dessus des principaux nouveaux organes de propagande donne suffisamment d'influence pour que les efforts de propagande anti-Falun Gong soient menés au niveau central.
Tong relève que les premiers « assauts de la propagande » contre le Falun Gong ont été lancés dans les principaux journaux de l’État fin juin 1999, peu de temps après la mise en place du bureau 610, mais avant l’annonce officielle de la campagne contre le Falun Gong. Ce premier effort a été dirigé par Ding Guangen en sa qualité de chef adjoint du groupe central de direction chargé du Falun Gong conjointement à sa qualité de Chef de la propagande du pays. Les premières attaques des médias ne contenaient que des références voilées et indirectes au Falun Gong, et leur contenu visait à tourner en dérision la «superstition» tout en vantant les vertus de l'athéisme. Dans les semaines qui ont précédé le lancement officiel de la campagne, le groupe de direction centrale et le bureau 610 se sont attelés à préparer de nombreux ouvrages, des éditoriaux et des programmes de télévision pour dénoncer le groupe, tout ceci a été rendu public à partir du 20 juillet 1999, lorsque la campagne contre le Falun Gong a commencé officiellement.
Dans les mois suivant juillet 1999, David Ownby écrit que l'appareil médiatique du pays « a été brassé avec des centaines d'articles, de livres et de reportages télévisés contre le Falun Gong. Le public chinois n'avait pas été témoin d’un tel excès depuis l'apogée de la Révolution culturelle », la propagande de l'État a d'abord utilisé le rationalisme scientifique pour affirmer que la vision du monde du Falun Gong était en « opposition complète avec la science » et le communisme; le 27 juillet 1999 le Quotidien du Peuple a affirmé, qu'il « y avait une lutte entre le théisme et à l'athéisme, la superstition et la science, l'idéalisme et le matérialisme ». Une autre rhétorique a fait son apparition dans les médias d’État reposant sur des allégations d’un Falun Gong trompant ses disciples et dangereux pour la santé. Pour rendre cette propagande plus accessible aux masses, le gouvernement a publié des bandes dessinées, dont certaines comparaient le fondateur du Falun Gong à Lin Biao et Adolph Hitler.
Le bureau 610 central dirige également les bureaux 610 locaux afin qu’ils mènent à bien le travail de propagande contre le Falun Gong. Cela inclut le travail avec les médias locaux, ainsi que le déploiement de campagnes de base pour « éduquer » des publics cibles dans les écoles, les universités, les entreprises publiques et les entreprises sociales et commerciales,. En 2008, par exemple, le bureau 610 central a émis une directive pour s'engager dans un travail de propagande destiné à empêcher le Falun Gong d’« interférer » avec les Jeux olympiques de Pékin. La campagne a été référencée sur les sites Web du gouvernement dans chaque province chinoise.

### Rééducation et détention
Les bureaux 610 travaillent avec les agences de sécurité locales pour surveiller et capturer les pratiquants de Falun Gong, dont beaucoup sont ensuite condamnés administrativement dans des camps de rééducation par le travail (RTL), ou, s’ils continuent à pratiquer et à plaider pour le Falun Gong, condamnés à la prison. Le nombre de pratiquants de Falun Gong détenus en Chine est estimé à des centaines de milliers ; dans certains établissements, les pratiquants de Falun Gong sont majoritaires,.
Les bureaux 610 à travers la Chine maintiennent un réseau informel d’enceintes de « transformation-par-rééducation ». Ces bâtiments sont uniquement utilisés pour la reprogrammation idéologique des pratiquants de Falun Gong, reprogrammation à laquelle ils sont soumis par la contrainte physique et mentale. En 2001, le bureau 610 central a commencé à commander « à tous les comités de quartier, les institutions nationales et les entreprises » afin de commencer à exploiter les bâtiments de transformations. Aucun pratiquant de Falun Gong ne devait être épargné, ceci incluait les étudiants et les personnes âgées. La même année, le bureau 610 aurait transmis l’ordre de voir ceux pratiquer activement le Falun Gong envoyés dans des prisons ou des camps de travaux forcés, et ceux n'ayant pas renoncé à leur croyance dans le Falun Gong être socialement isolés et surveillés par leurs familles et leurs employeurs.
En 2010, le bureau 610 central a lancé une campagne de trois ans pour intensifier la «transformation» des pratiquants de Falun Gong repérés. Les documents des bureaux 610 locaux à travers le pays ont révélé les détails de la campagne, qui a impliqué la mise en place de quotas de transformation, et les autorités locales devaient mener de force les pratiquants de Falun Gong vers les séances de transformation-par-rééducation. Si ces personnes ne renonçaient pas à leur pratique, elles devaient être envoyées dans des camps de travaux forcés.
En plus de prisons, des camps de travaux forcés et des installations de transformation, le bureau 610 peut arbitrairement placer les pratiquants de Falun Gong en bonne santé mentale dans des établissements psychiatriques. En 2002, on a estimé qu’environ 1000 pratiquants de Falun Gong ont été retenus contre leur volonté dans des hôpitaux psychiatriques, où les rapports de mauvais traitements furent monnaie courante.

### L’ingérence dans le système juridique
Les avocats chinois des droits de l'homme ont accusé le bureau 610 de s’immiscer régulièrement dans les affaires judiciaires impliquant des pratiquants de Falun Gong, pour détourner les juges de la capacité de statuer de façon indépendante,. L'avocat Jiang Tianyong a noté que les affaires où les défendeurs étaient des pratiquants de Falun Gong relevaient de la décision des bureaux 610 locaux, plutôt que de la justice normale. En novembre 2008, deux avocats ont cherché à représenter les pratiquants de Falun Gong dans le Heilongjiang et ont noté que le juge présidant l'affaire avait été vu en contact avec des agents du bureau 610. D'autres avocats, ce qui inclut Gao Zhisheng, Guo Guoting et Wang Yajun ont allégué que le bureau 610 interférait avec leur capacité de rencontrer des clients du Falun Gong ou de les défendre devant les tribunaux,.
Les documents officiels soutiennent l'allégation d'ingérence du bureau 610. En 2009, deux documents distincts de la province du Jilin et du Liaoning ont décrit comment les cas juridiques contre les pratiquants de Falun Gong devaient être approuvés et/ou vérifiés par le bureau 610. La proximité organisationnelle du bureau 610 du Comité des Affaires politiques et judiciaires du PCC permet d’exercer une influence auprès de la Cour populaire suprême et du ministère de la Justice, à la fois au niveau central et au niveau local avec leurs homologues.

## Allégations de torture et meurtre

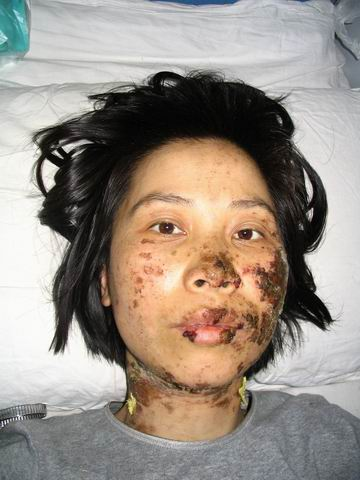
Visage de Gao Rongrong, pratiquante du Falun Gong, défigurée après avoir été torturée par la police chinoise en 2004. Elle est morte en détention en 2005

L'ONG Amnesty international rapporte, alors qu'en 1988 la Chine a ratifié la Convention des Nations unies contre la torture, que des mauvais traitements et la torture sont utilisés contre des milliers de pratiquants du Falun Gong.
Plusieurs sources ont rapporté que les officiers 610 étaient impliqués dans la torture des pratiquants de Falun Gong en détention ou en avaient donné l’ordre. En 2005, l'avocat chinois Gao Zhisheng adresse des lettres ouvertes au président Hu Jintao et au Premier ministre Wen Jiabao, celles-ci sont publiées par le journal Epoch Times, proche du mouvement Falun Gong. Gao Zhisheng y dénonce les actes de torture envers les pratiquants du Falun gong par des membres de bureau 610. L'avocat indique que les prisonniers subissent systématiquement des sévices sexuels,. Le transfuge Hao Fengjun a décrit le fait d’avoir vu l’un de ses collègues du bureau 610 battre une pratiquante âgée de Falun Gong avec une barre de fer. Cet événement a contribué à confirmer Hao dans sa décision de faire défection en Australie. Le rapport du rapporteur spécial des Nations unies de 2009 sur les exécutions extrajudiciaires indique des allégations selon lesquelles le bureau 610 aurait été impliqué dans la mort et la torture de pratiquants de Falun Gong avant les Jeux Olympiques de Pékin en 2008.
Ian Johnson du Wall Street Journal a rapporté en 2000 que les pratiquants de Falun Gong étaient torturés à mort dans des établissements de « transformation-par-rééducation » dirigé par le bureau 610. Le bureau 610 central avait informé les autorités locales qu'ils pourraient utiliser tous les moyens nécessaires pour empêcher les pratiquants de Falun Gong de se rendre à Pékin pour protester contre l'ordre d'interdiction- un ordre qui aurait résulté à de nombreux abus en détention,.
En 2009, la députée Annick Girardin indique que le bureau 610 est accusé de torturer des pratiquants du Falun gong, « et serait responsable de plus de 1 160 décès ».

## Les fonctions plus étendues

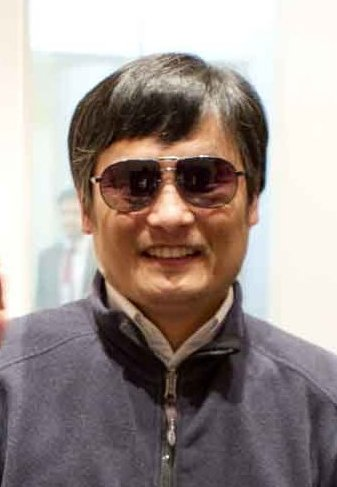
Chen Guangcheng, un avocat des droits de l'homme connu pour son opposition à la pratique de l'avortement forcé, a été placé en résidence surveillée et contrôlée par le personnel du bureau 610.

En 2003, le nom du groupe central de direction chargé du Falun Gong a été transformé devenant le « groupe central principal chargé des religions hérétiques ». La même année, son mandat a été élargi pour inclure l'élimination de 28 autres « religions hérétiques » et « pratiques nuisibles de qigong ». Bien que le Falun Gong continue d'être la principale préoccupation du bureau 610, il existe des preuves de bureaux locaux ciblant des membres d'autres groupes, dont certains s'identifient comme bouddhistes ou protestants. Cela inclut le déploiement d’une surveillance contre ces personnes, accompagné d’efforts de propagande, et leur détention et emprisonnement.
Dans certains cas, le bureau 610 exerce des fonctions qui n’ont rien à voir avec la surveillance et la répression des religions non reconnues. Par exemple, « The Economist » a indiqué que des policiers 610 étaient impliqués dans l'application de l'assignation à résidence de Chen Guangcheng, un avocat des droits de l'homme aveugle plus connu pour son opposition à l'avortement forcé et la stérilisation forcée.
En 2008, une nouvelle série de « groupes principaux » est apparu avec l’ordre de « maintenir la stabilité ». Des bureaux locaux analogues ont été créés dans chaque quartier des grandes villes côtières, étant chargé de « débusquer » les éléments anti-PCC. Ces filiales de maintien de la stabilité se chevauchent significativement avec les bureaux 610 locaux, partageant parfois les mêmes sièges, le même personnel et la même direction.
Cook et Lemish écrivent que le recours accru à des comités ad hoc tels que le bureau 610 et le bureau de maintien de la stabilité peut indiquer que les dirigeants du Parti communiste partagent le sentiment que les services de sécurité de l’État existants sont inefficaces pour répondre à ses besoins. « Le fait que ces fonctionnaires s’appuient de plus en plus sur des forces de sécurité autrement arbitraires, extrajudiciaires et personnalisées pour protéger leur emprise sur le pouvoir n'est pas seulement de mauvais augure dans les cas des droits de l’homme en Chine. Cela menace également la stabilité de la politique interne du PCC si le travail du bureau 610 devenait politisé », écrivent-ils.

## «Fin» en 2018?
En 2018, avec un document publié le 21 mars 2018 mais daté le 19 mars, on a annoncé que l’Office 610 était « aboli » et ses fonctions confiées à la Commission centrale des affaires politiques et juridiques du PCC et au ministère de la Sécurité publique. Le chercheur de Hong Kong Edward Irons notait en 2019 que l’Office Central 610 avait été aboli mais les offices locaux existaient encore, et que la réforme renforçait plutôt qu’elle ne limitait la lutte contre les mouvements religieux interdits.